# Johann Rudolf Dolder
Pour les articles homonymes, voir Dolder.
Johann Rudolf Dolder, né le 17 octobre 1753 à Meilen et mort le 17 février 1807 à Aarau, est un homme politique suisse. Il est une figure importante de la politique de la République helvétique, et devient à partir de 1803 l'un des principaux instigateurs des lois du canton d'Argovie.

## Biographie
Johann Rudolf Dolder naît dans une famille de paysans démunis. Il étudie dans une maison de commerce à Zurich, mais doit quitter l'établissement après avoir travaillé illégalement dans une teinturerie. En 1775, il ouvre à Wildegg une petite entreprise de textile. Il vend l'usine en 1781, mais occupe néanmoins les fonctions de directeur-général jusqu'en 1793. À cette période, il collabore notamment avec Johann Heinrich Pestalozzi.

### Carrière politique: la République helvétique
Voyageant en France, il adhère aux idées de la Révolution française et entame dès lors une carrière politique. En 1798, la République helvétique est proclamée, et Dolder obtient le poste de sénateur. Un an plus tard, il est membre de l'exécutif au sein du gouvernement et en 1802, il devient membre du directoire et co-chef de gouvernement de la République helvétique. Dolder est à ce moment considéré comme un arriviste et un opportuniste, et contraste ainsi avec les autres intellectuels de gouvernement. Le ministre de l'Éducation, Philipp Albert Stapfer, le décrit comme étant « l'esprit, le talent et sans scrupules ». Le ministre de l'Intérieur, Albrecht Rengger, est quant à lui son principal adversaire politique. De son côté, Dolder appuie la carrière de son protégé Johann Nepomuk von Schmiel, ce qui permet à ce dernier une ascension rapide.

### Administration du canton d'Argovie
En 1803, la République helvétique est dissoute et un nouveau canton, celui d'Argovie, est fondé. Napoléon Bonaparte nomme Dolder au poste de conseiller d'État du gouvernement d'Argovie ; sa tâche consiste à y introduire l'Acte de médiation. Par la suite, il occupe également les fonctions de président du Parlement cantonal (pouvoir législatif) et du Petit Conseil (pouvoir exécutif). Dans l'exercice de ces charges, il soutient sa mauvaise réputation. Il contribue à l'organisation du canton et créé la majeure partie des bases juridiques. En 1807, il meurt en laissant derrière lui d'importantes dettes, ce qui lui vaut des moqueries de la part de ses nombreux opposants politiques.

## Source
- (de) Cet article est partiellement ou en totalité issu de l’article de Wikipédia en allemand intitulé « Johann Rudolf Dolder » (voir la liste des auteurs).